# Валтермонд
Валтермонд (нід. Valthermond) — село в нідерландській провінції Дренте. Входить до муніципалітету Боргер-Одорн.
Його площа становить 33,40 км², а населення станом на 2021 рік складало 3 375 осіб.

## Галерея

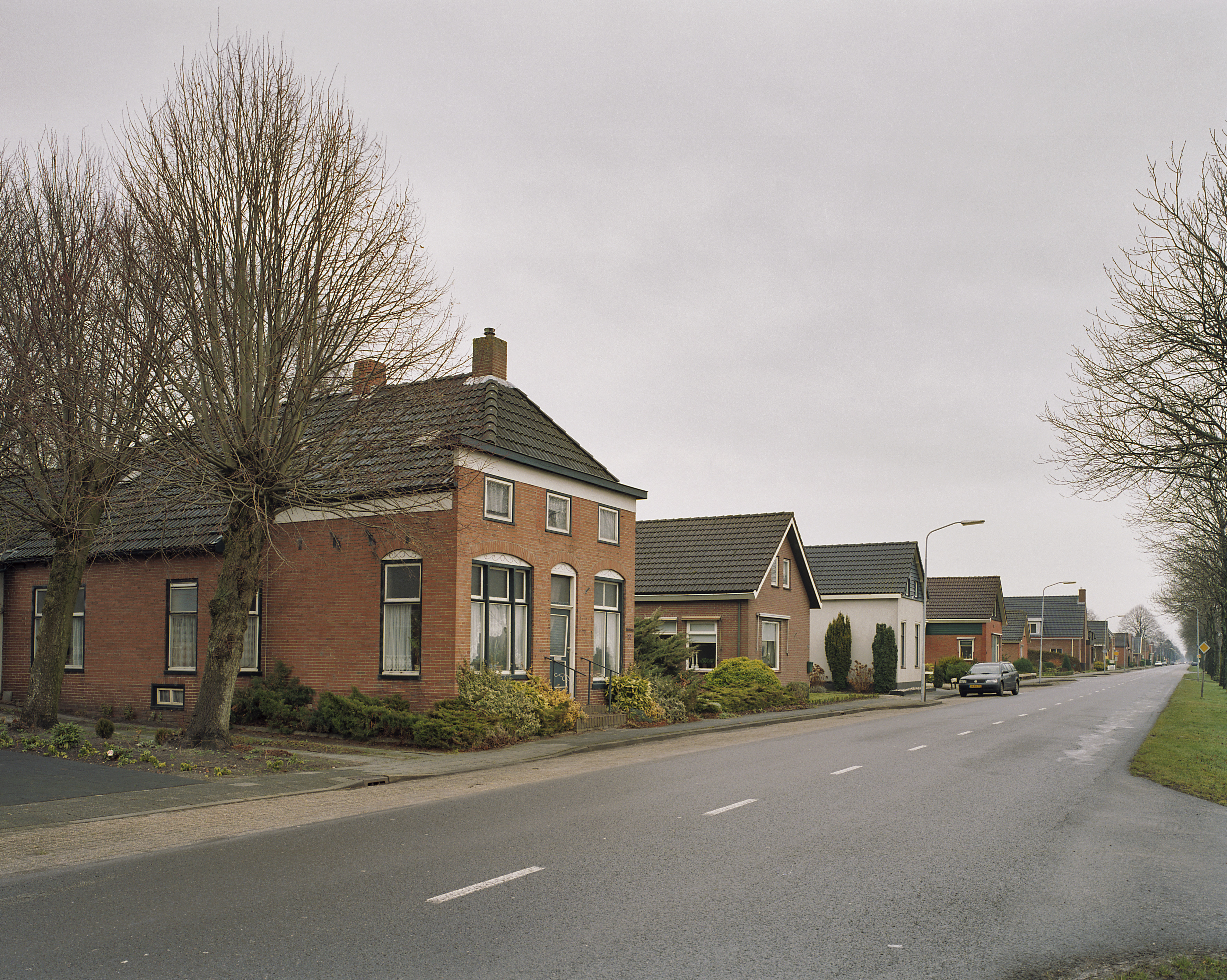
Вулична панорама
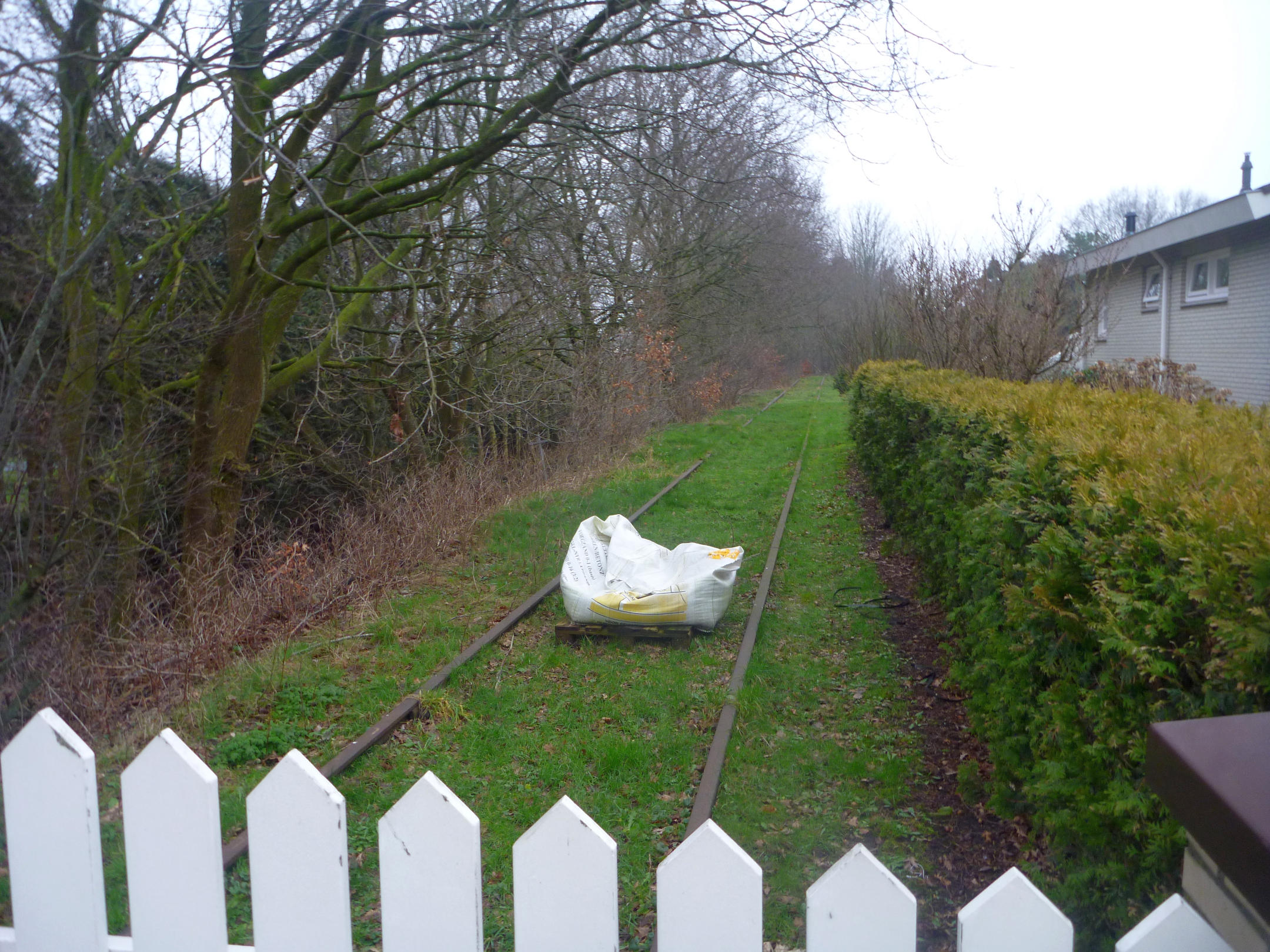
Закинута залізнична колія
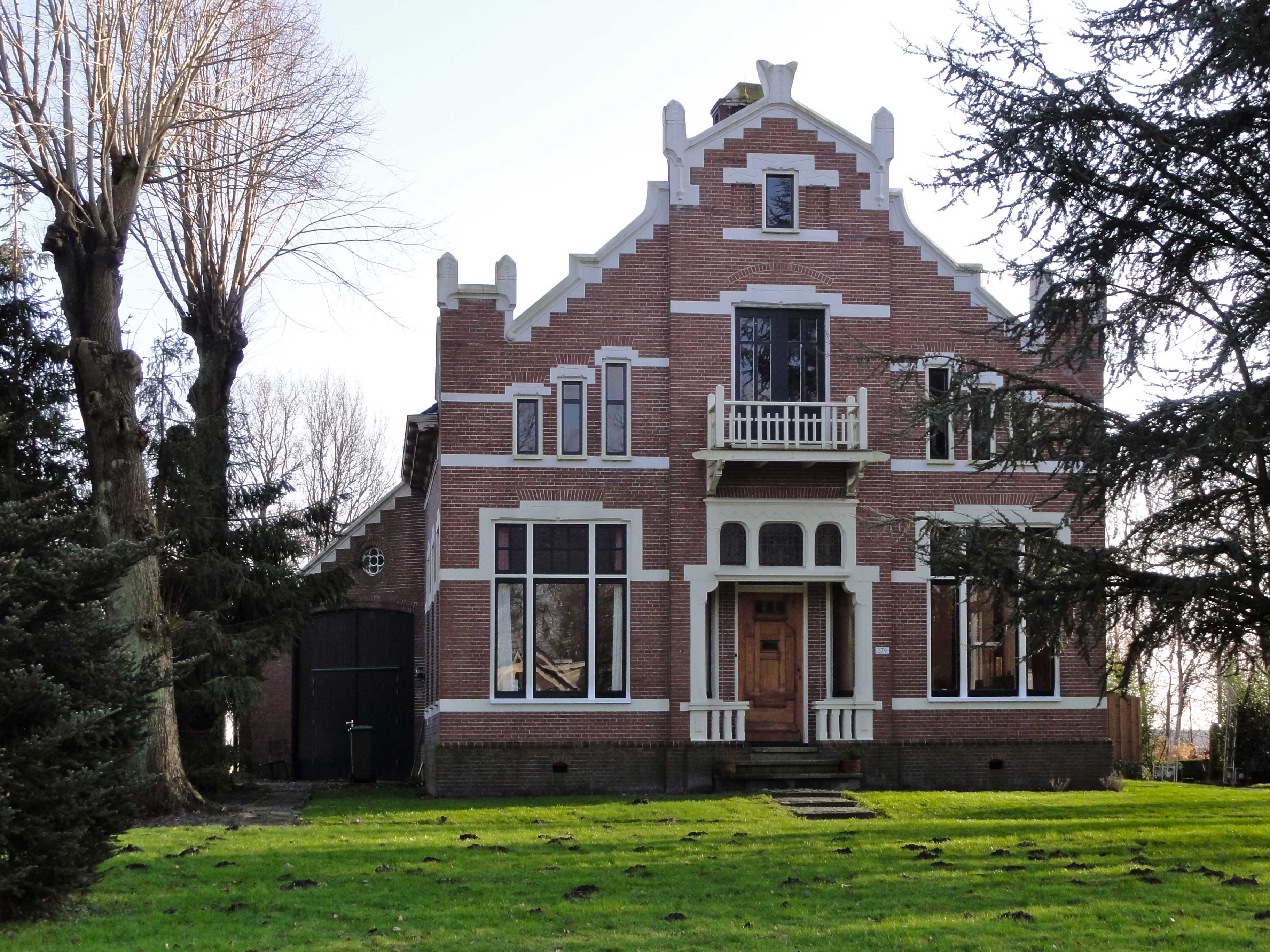
Ферма у селі
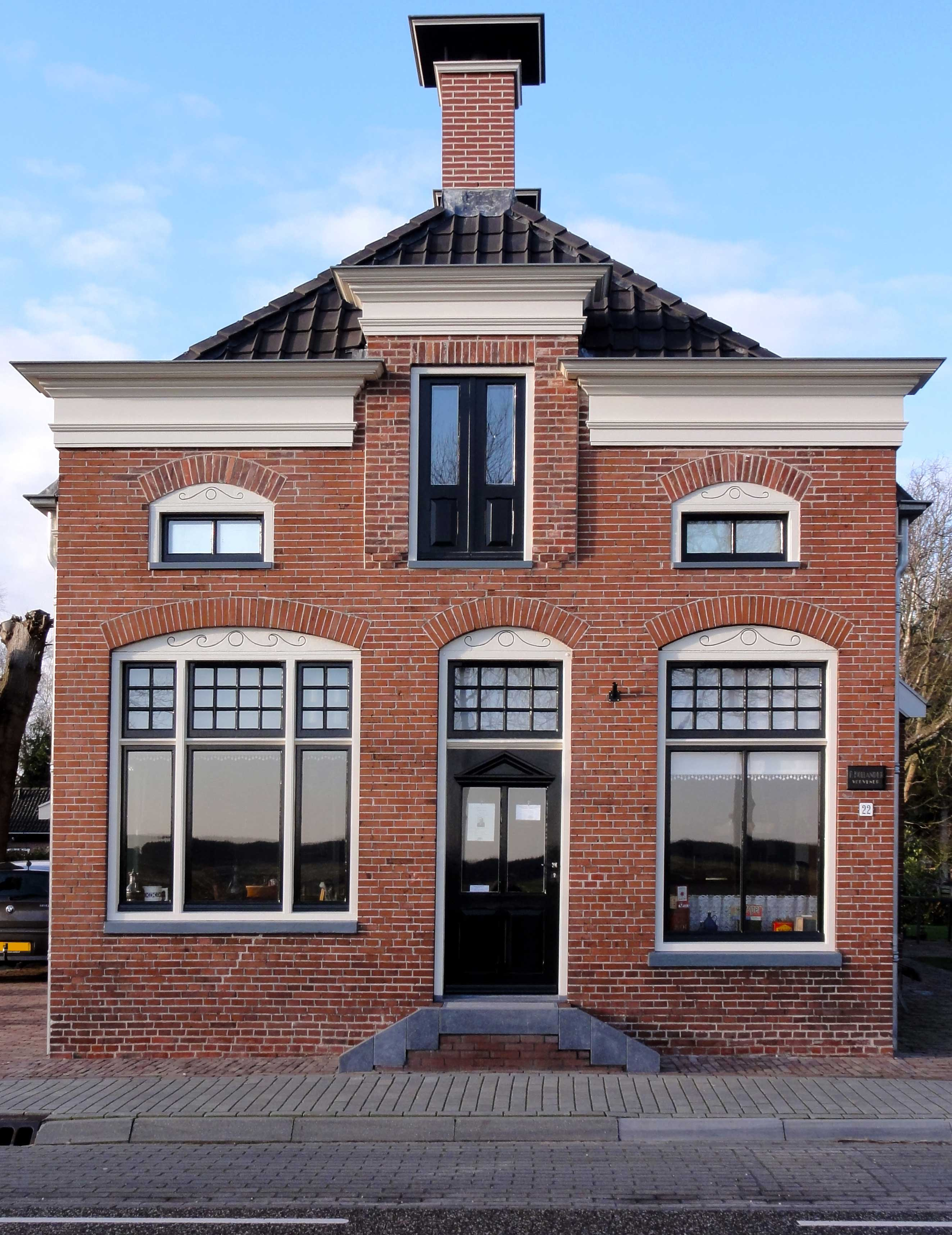
Будинок компанії з видобутку торфу